# 張舜龍
張舜龍（韓語：장순룡；1255年—1297年），原名三哥，高麗宮廷的穆斯林文官，德水張氏始祖，元世祖之女莊穆王后從臣。維吾爾人。
他本是莊穆王后師傅，後從她降嫁高麗忠烈王，先後任將軍、宣武將軍・鎮邊管軍總管、大將軍、副同知密直司事、同知密直司事。在42歳僉議参理任內死去。